# Perameles pallescens
Perameles pallescens (бандикут квінслендський) — вид сумчастих із родини бандикутових (Peramelidae).

## Таксономічні примітки
Таксон був описаний як підвид P. nasuta pallescens, але з 2016 року є самостійним видом.

## Морфологічна характеристика
P. pallescens має сіро-буре хутро на голові, спині та боках тіла. Очеревина, передні та задні лапи білуваті або кремові. Морда довга і загострена, а вуха загострені і зазвичай тримаються вертикально. Зовні P. pallescens нічим не відрізняється від Perameles nasuta. Є лише відмінності в морфології зубів.
Порівняння мітохондріальної та ядерної ДНК показало, що номінальна форма (P. nasuta nasuta), що зустрічається в південному Квінсленді, Новому Південному Уельсі та східній частині Вікторії, більш тісно пов'язана з Perameles gunnii, ніж із P. pallescens.

## Ареал
Проживає у північно-східному прибережному регіоні Квінсленда, Австралія
Проживає у тропічних лісах, вологих вічнозелених листяних лісах, на болотах і на сільськогосподарських угіддях